# Морди
Морди — деревня в Старопольском сельском поселении Сланцевского района Ленинградской области.

## История
Впервые упоминается в писцовых книгах Шелонской пятины 1498 года, как деревня Мордановое (Морди) в Сумерском погосте Новгородского уезда.
Деревня Морди, состоящая из 28 крестьянских дворов, упоминается на карте Санкт-Петербургской губернии Ф. Ф. Шуберта 1834 года.

МОРДИ — деревня принадлежит её величеству, число жителей по ревизии: 84 м. п., 99 ж. п. (1838 год)

Деревня Мерди из 28 дворов отмечена на карте профессора С. С. Куторги 1852 года.

МОРДИ — деревня Гдовского её величества имения, по просёлочной дороге, число дворов — 28, число душ — 77 м. п. (1856 год)

МОРДИ — деревня удельная при колодце, число дворов — 25, число жителей: 79 м. п., 94 ж. п. (1862 год) 

В XIX — начале XX века деревня административно относилась к Старопольской волости 2-го земского участка 1-го стана Гдовского уезда Санкт-Петербургской губернии.
Согласно Памятной книжке Санкт-Петербургской губернии 1905 года деревня образовывала Мородское сельское общество.
С марта 1917 года деревня находилась в составе Велетовского сельсовета Старопольской волости Гдовского уезда.

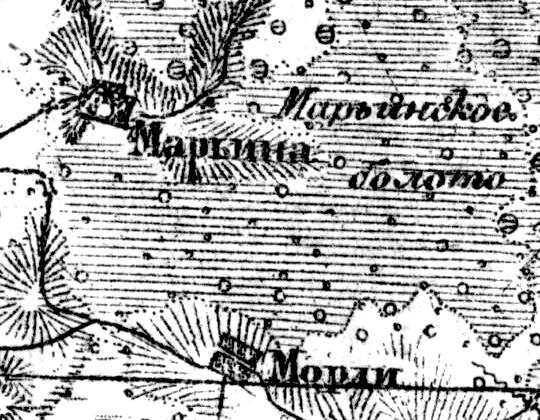
Деревня Морди на карте 1919 года

С февраля 1927 года, в составе Ложголовской волости Кингисеппского уезда.
С августа 1927 года, в составе Осьминского района.
В 1928 году население деревни составляло 287 человек.
По данным 1933 года деревня Морди входила в состав Велетовского сельсовета Осьминского района, административным центром которого была деревня Велетово.
По данным 1936 года административным центром Велетовского сельсовета была деревня Морди, в состав сельсовета входили 10 населённых пунктов, 255 хозяйств и 5 колхозов.
С 1 августа 1941 года по 31 января 1944 года, германская оккупация.
С 1961 года, в составе Старопольского сельсовета Сланцевского района.
С 1963 года, в составе Кингисеппского района.
По состоянию на 1 августа 1965 года деревня Морди входила в состав Старопольского сельсовета Кингисеппского района. С ноября 1965 года, вновь в составе Сланцевского района. В 1965 году население деревни составляло 57 человек.
По данным 1973 года деревня Морди входила в состав Поречского сельсовета
По данным 1990 года деревня Морди входила в состав Овсищенского сельсовета.
В 1997 году в деревне Морди Овсищенской волости проживали 33 человека, в 2002 году — 47 человек (русские — 96 %).
В 2007 году в деревне Морди Старопольского СП проживали 39 человек, в 2010 году — 18 человек.

## География
Деревня расположена в восточной части района на автодороге 41К-779 (подъезд к дер. Морди).
Расстояние до административного центра поселения — 9 км.
Расстояние до ближайшей железнодорожной станции Веймарн — 57 км.

## Демография
| 1862 | 2007 | 2010 | 2017 |
| ---- | ---- | ---- | ---- |
| 173  | ↘39  | ↘18  | ↗42  |